# Lauxanostegana albispina
Lauxanostegana albispina är en tvåvingeart som först beskrevs av Albuquerque 1959.  Lauxanostegana albispina ingår i släktet Lauxanostegana och familjen lövflugor. Inga underarter finns listade i Catalogue of Life.